# Ω-Chloracetophenon
ω-Chloracetophenon (CN) ist ein gelblicher kristalliner Feststoff mit unangenehmem Geruch. Es wurde erstmals 1871 vom deutschen Chemiker Carl Graebe durch Chlorierung von Acetophenon hergestellt.

## Verwendung
ω-Chloracetophenon wird in Form von Aerosolen als Reizstoff verwendet, sogenanntes Tränengas. Es wurde während des Ersten und Zweiten Weltkrieges untersucht, kam da jedoch nicht zum Einsatz. Von den Vereinigten Staaten von Amerika wurde ω-Chloracetophenon in Vietnam eingesetzt. Seine Giftigkeit ist anscheinend größer als die von CS, und es wurde daher weitgehend durch dieses ersetzt.
Es wurde lange Zeit in Deutschland in Reizgaspatronen für Selbstschutzwaffen verwendet.
CN steht Paramilitärs und Polizeikräften immer noch in kleinen, unter Gasdruck stehenden Aerosol-Behältern zur Verfügung, bekannt als „Chemical Mace“ (Chemische Keule) oder Tränengas. Die Dosenfüllung setzt sich hierbei zusammen aus 1,2 Prozent Chloracetophenon und als Lösungs- und Sprühmittel ein Gemisch aus 1,1,1-Trichlorethan und Trichlortrifluorethan sowie Kohlenwasserstoffen. Es ist im Gebrauch weitgehend dem Pfefferspray gewichen, da dieses schneller wirkt und sich schneller verteilt. Weiterhin wird es jedoch zur Beimischung in Wasserwerfern verwendet.
Als chemischer Kampfstoff ist Chloracetophenon völkerrechtlich im Sinne des Genfer Protokolls geächtet, was 1969 von der UN-Vollversammlung als Folge des Einsatzes in Vietnam erneut bestätigt wurde.

## Wirkungen
Wie das CS-Gas, wirkt diese Verbindung insbesondere als Augenreizstoff und reizend auf Schleimhäute (im Mund- und Nasenbereich, dem Bereich des Bronchialsystems und der Luftröhre sowie auf Bindehäute). Manchmal kann es zu allgemeineren Reaktionen wie Ohnmacht und vorübergehenden Gleichgewichts- und Orientierungsverlusten führen. Bei unsachgemäßem Einsatz können Schäden wie Augenverletzungen und  Hautschäden auftreten. Hierbei wurden Hautausschläge und Atopische Ekzeme als allergische Reaktion auf Kontakt beobachtet. In seltenen Fällen wurden auch Todesfälle durch Lungenschädigung gemeldet. Ebenfalls wurde über Fälle von Hautkrebs berichtet.